# Saison 2020 de l'équipe cycliste Groupama-FDJ
La saison 2020 de l'équipe cycliste Groupama-FDJ est la vingt-quatrième de cette équipe.

## Coureurs et encadrement technique

### Arrivées et départs
| Coureur         | Provenance          | Durée contrat |
| --------------- | ------------------- | ------------- |
| Alexys Brunel   | Groupama-FDJ Conti. | 2020-2021     |
| Simon Guglielmi | Groupama-FDJ Conti. | 2020-2021     |
| Fabian Lienhard | IAM Excelsior       | 2020-2021     |
| Jake Stewart    | Groupama-FDJ Conti. | 10.2020-2021  |

| Coureur           | Nouvelle équipe             | Durée contrat |
| ----------------- | --------------------------- | ------------- |
| Daniel Hoelgaard  | Uno-X Norwegian Development | 2020-2021     |
| Steve Morabito    | Retraite                    |               |
| Benoît Vaugrenard | Retraite                    |               |

### Effectif de cette saison
| Coureur             | Date de Nais.              | Equipe en 2019      | Cont. | V  |
| ------------------- | -------------------------- | ------------------- | ----- | -- |
| Bruno Armirail      | 11 avril 1994 (26 ans)     | Groupama-FDJ        | 2021  | 0  |
| William Bonnet      | 25 juin 1982 (38 ans)      | Groupama-FDJ        | 2020  | 0  |
| Alexys Brunel       | 17 juillet 1998 (22 ans)   | Groupama-FDJ Conti. | 2022  | 1  |
| Clément Davy        | 10 octobre 1998 (22 ans)   | Groupama-FDJ Conti. | 2021  | 0  |
| Mickaël Delage      | 6 août 1985 (35 ans)       | Groupama-FDJ        | 2021  | 0  |
| Arnaud Démare       | 26 août 1991 (29 ans)      | Groupama-FDJ        | 2023  | 14 |
| Antoine Duchesne    | 12 septembre 1991 (29 ans) | Groupama-FDJ        | 2022  | 0  |
| Kilian Frankiny     | 26 janvier 1994 (26 ans)   | Groupama-FDJ        | 2020  | 0  |
| David Gaudu         | 10 octobre 1996 (24 ans)   | Groupama-FDJ        | 2023  | 2  |
| Kevin Geniets       | 9 janvier 1997 (23 ans)    | Groupama-FDJ        | 2022  | 1  |
| Jacopo Guarnieri    | 14 août 1987 (33 ans)      | Groupama-FDJ        | 2022  | 0  |
| Simon Guglielmi     | 1er juillet 1997 (23 ans)  | Groupama-FDJ Conti. | 2021  | 0  |
| Ignatas Konovalovas | 8 décembre 1985 (35 ans)   | Groupama-FDJ        | 2020  | 0  |
| Stefan Küng         | 16 novembre 1993 (27 ans)  | Groupama-FDJ        | 2023  | 3  |
| Matthieu Ladagnous  | 12 décembre 1984 (36 ans)  | Groupama-FDJ        | 2022  | 0  |

| Coureur               | Date de Nais.              | Equipe en 2019      | Cont. | V |
| --------------------- | -------------------------- | ------------------- | ----- | - |
| Olivier Le Gac        | 27 août 1993 (27 ans)      | Groupama-FDJ        | 2023  | 0 |
| Fabian Lienhard       | 3 septembre 1993 (27 ans)  | IAM Excelsior       | 2021  | 0 |
| Tobias Ludvigsson     | 22 février 1991 (29 ans)   | Groupama-FDJ        | 2022  | 0 |
| Valentin Madouas      | 12 juillet 1996 (24 ans)   | Groupama-FDJ        | 2021  | 0 |
| Rudy Molard           | 17 septembre 1989 (31 ans) | Groupama-FDJ        | 2024  | 0 |
| Thibaut Pinot         | 29 mai 1990 (30 ans)       | Groupama-FDJ        | 2023  | 0 |
| Sébastien Reichenbach | 28 mai 1989 (31 ans)       | Groupama-FDJ        | 2022  | 0 |
| Anthony Roux          | 18 avril 1987 (33 ans)     | Groupama-FDJ        | 2020  | 0 |
| Marc Sarreau          | 10 juin 1993 (27 ans)      | Groupama-FDJ        | 2022  | 0 |
| Miles Scotson         | 18 janvier 1994 (26 ans)   | Groupama-FDJ        | 2021  | 0 |
| Romain Seigle         | 11 octobre 1994 (26 ans)   | Groupama-FDJ        | 2021  | 0 |
| Ramon Sinkeldam       | 9 février 1989 (31 ans)    | Groupama-FDJ        | 2021  | 0 |
| Jake Stewart          | 2 octobre 1999 (21 ans)    | Groupama-FDJ Conti. | 2022  | 0 |
| Benjamin Thomas       | 12 septembre 1995 (25 ans) | Groupama-FDJ        | 2021  | 0 |
| Léo Vincent           | 6 novembre 1995 (25 ans)   | Groupama-FDJ        | 2020  | 0 |

## Bilan de la saison

### Victoires sur la saison
| #       | Date         | Course                                                          | Catégorie               | Vainqueur     | Pays       | Lieu                         |
| ------- | ------------ | --------------------------------------------------------------- | ----------------------- | ------------- | ---------- | ---------------------------- |
| 1       | 5 février    | 1re étape de l'Étoile de Bessèges                               | UCI Europe Tour         | Alexys Brunel | France     | Bellegarde                   |
| 2       | 12 juillet   | Championnats de Suisse du contre-la-montre                      | Championnat national    | Stefan Küng   | Suisse     | Belp                         |
| 3       | 5 août       | Milan-Turin                                                     | UCI ProSeries           | Arnaud Démare | Italie     | Turin                        |
| 4       | 17 août      | 2e étape du Tour de Wallonie                                    | UCI ProSeries           | Arnaud Démare | Belgique   | Wavre                        |
| 5       | 19 août      | 4e étape du Tour de Wallonie                                    | UCI ProSeries           | Arnaud Démare | Belgique   | Érezée                       |
| 6       | 19 août      | Tour de Wallonie, classement général                            | UCI ProSeries           | Arnaud Démare | Belgique   |                              |
| 7       | 23 août      | Championnats de France sur route                                | Championnat national    | Arnaud Démare | France     | Grand-Champ                  |
| 8       | 23 août      | Championnats du Luxembourg sur route                            | Championnat national    | Kevin Geniets | Luxembourg | Mamer                        |
| [ N 3 ] | 24 août      | Championnats d'Europe du contre-la-montre                       | Championnat continental | Stefan Küng   | France     | Plouay                       |
| 9       | 27 août      | 1re étape du Tour Poitou-Charentes en Nouvelle-Aquitaine        | UCI Europe Tour         | Arnaud Démare | France     | Royan                        |
| 10      | 28 août      | 2e étape du Tour Poitou-Charentes en Nouvelle-Aquitaine         | UCI Europe Tour         | Arnaud Démare | France     | Échiré                       |
| 11      | 30 août      | 4e étape du Tour Poitou-Charentes en Nouvelle-Aquitaine         | UCI Europe Tour         | Arnaud Démare | France     | Poitiers                     |
| 12      | 30 août      | Tour Poitou-Charentes en Nouvelle-Aquitaine, Classement général | UCI Europe Tour         | Arnaud Démare | France     |                              |
| 13      | 16 septembre | 2e étape du Tour de Luxembourg                                  | UCI ProSeries           | Arnaud Démare | Luxembourg | Hesperange                   |
| 14      | 6 octobre    | 4e étape du Tour d'Italie                                       | UCI World Tour          | Arnaud Démare | Italie     | Villafranca Tirrena          |
| 15      | 8 octobre    | 6e étape du Tour d'Italie                                       | UCI World Tour          | Arnaud Démare | Italie     | Matera                       |
| 16      | 9 octobre    | 7e étape du Tour d'Italie                                       | UCI World Tour          | Arnaud Démare | Italie     | Brindisi                     |
| 17      | 14 octobre   | 11e étape du Tour d'Italie                                      | UCI World Tour          | Arnaud Démare | Italie     | Rimini                       |
| 18      | 31 octobre   | Championnats de Suisse sur route                                | Championnat national    | Stefan Küng   | Suisse     | Märwil                       |
| 19      | 31 octobre   | 11e étape du Tour d'Espagne                                     | UCI World Tour          | David Gaudu   | Espagne    | Alto de La Farrapona         |
| 20      | 7 novembre   | 17e étape du Tour d'Espagne                                     | UCI World Tour          | David Gaudu   | Espagne    | Sierra de Béjar-La Covatilla |

### Victoires sur les classements annexes
| Date       | Course                                                             | Catégorie       | Vainqueur     | Pays     |
| ---------- | ------------------------------------------------------------------ | --------------- | ------------- | -------- |
| 9 février  | Étoile de Bessèges, Classement du meilleur jeune                   | UCI Europe Tour | Alexys Brunel | France   |
| 19 août    | Tour de Wallonie, classement par points                            | UCI ProSeries   | Arnaud Démare | Belgique |
| 30 août    | Tour Poitou-Charentes en Nouvelle-Aquitaine, Classement par points | UCI Europe Tour | Arnaud Démare | France   |
| 14 octobre | Tour d'Italie, Classement par points                               | UCI World Tour  | Arnaud Démare | Italie   |